# Tasmanophlebia lacuscoerulei
Tasmanophlebia lacuscoerulei is een insect uit de familie 
Oniscigastridae.
1. ↑  (en) Tasmanophlebia lacuscoerulei op de IUCN Red List of Threatened Species.